# Senatori di Washington
Lo stato di Washington è entrato a far parte degli Stati Uniti d'America l'11 novembre 1889. Come tutti gli stati elegge due senatori al Senato degli Stati Uniti e quelli di Washington appartengono alle classi 1 e 3. Le attuali senatrici sono le democratiche Maria Cantwell e Patty Murray.

## Elenco

### Classe 1
| N.      | Foto    | Rappresentante         | Partito | Partito                                        | Carica           | Carica           | Congresso                                                                               | Mandati                                                               | Elezioni                                                                                                   |
| N.      | Foto    | Rappresentante         | Partito | Partito                                        | Inizio           | Termine          | Congresso                                                                               | Mandati                                                               | Elezioni                                                                                                   |
| ------- | ------- | ---------------------- | ------- | ---------------------------------------------- | ---------------- | ---------------- | --------------------------------------------------------------------------------------- | --------------------------------------------------------------------- | --- |
| Vacante | Vacante | Vacante                | Vacante | Vacante                                        | 11 novembre 1889 | 20 novembre 1889 | 51                                                                                      | I primi senatori furono eletti solo dopo l'ingresso negli Stati Uniti | I primi senatori furono eletti solo dopo l'ingresso negli Stati Uniti                                      |
| 1       |         | John B. Allen          |         | Repubblicano                                   | 20 novembre 1889 | 3 marzo 1893     | 51 · 52                                                                                 | 1                                                                     | 1889 Il Parlamento non riuscì a rieleggerlo                                                                |
| Vacante | Vacante | Vacante                | Vacante | Vacante                                        | 4 marzo 1893     | 19 febbraio 1895 | 53                                                                                      | [ 1 ]                                                                 | [ 1 ] |
| 2       |         | John L. Wilson         |         | Repubblicano                                   | 19 febbraio 1895 | 3 marzo 1899     | 53 · 54 · 55                                                                            | 1⁄2                                                                   | 1895 Non ottenne la ricandidatura                                                                          |
| 3       |         | Addison G. Foster      |         | Repubblicano                                   | 3 marzo 1899     | 4 marzo 1905     | 56 · 57 · 58                                                                            | 1                                                                     | 1899 Non ricandidatosi                                                                                     |
| 4       |         | Samuel H. Piles        |         | Repubblicano                                   | 4 marzo 1905     | 3 marzo 1911     | 59 · 60 · 61                                                                            | 1                                                                     | 1905 Non ricandidatosi                                                                                     |
| 5       |         | Miles Poindexter       |         | Repubblicano poi Progressista poi Repubblicano | 3 marzo 1911     | 4 marzo 1923     | 62 · 63 · 64 · 65 · 66 · 67                                                             | 2                                                                     | 1911 · 1916 Perse la rielezione                                                                            |
| 6       |         | Clarence C. Dill       |         | Democratico                                    | 4 marzo 1923     | 3 gennaio 1935   | 68 · 69 · 70 · 71 · 72 · 73                                                             | 2                                                                     | 1922 · 1928 Non ricandidatosi                                                                              |
| 7       |         | Lewis B. Schwellenbach |         | Democratico                                    | 3 gennaio 1935   | 16 dicembre 1940 | 74 · 75 · 76                                                                            | 1⁄2                                                                   | 1934 Dimessosi                                                                                             |
| Vacante | Vacante | Vacante                | Vacante | Vacante                                        | 16 dicembre 1940 | 19 dicembre 1940 | 76                                                                                      |                                                                       | |
| 8       |         | Monrad Wallgren        |         | Democratico                                    | 19 dicembre 1940 | 9 gennaio 1945   | 76 · 77 · 78 · 79                                                                       | 1⁄2                                                                   | 1940 Dimessosi                                                                                             |
| 9       |         | Hugh B. Mitchell       |         | Democratico                                    | 10 gennaio 1945  | 25 dicembre 1946 | 79                                                                                      | 1⁄2                                                                   | Nominato per continuare il mandato di Wallgren Perse la rielezione e si dimise                             |
| 10      |         | Harry P. Cain          |         | Repubblicano                                   | 26 dicembre 1946 | 3 gennaio 1953   | 79 · 80 · 81 · 82                                                                       | 1 1⁄2                                                                 | 1946 Perse la rielezione                                                                                   |
| 11      |         | Henry M. Jackson       |         | Democratico                                    | 3 gennaio 1953   | 1 settembre 1983 | 83 · 84 · 85 · 86 · 87 · 88 · 89 · 90 · 91 · 92 · 93 · 94 · 95 · 96 · 97 · 98           | 5 1⁄2                                                                 | 1952 · 1958 · 1964 · 1970 · 1976 · 1982 Deceduto                                                           |
| Vacante | Vacante | Vacante                | Vacante | Vacante                                        | 1 settembre 1983 | 8 settembre 1983 | 98                                                                                      |                                                                       | |
| 12      |         | Daniel J. Evans        |         | Democratico                                    | 8 settembre 1983 | 3 gennaio 1986   | 98 · 99 · 100                                                                           | 1⁄2                                                                   | Nominato per continuare il mandato di Jackson Eletto per terminare il mandato di Jackson Non ricanddiatosi |
| 13      |         | Slade Gorton           |         | Repubblicano                                   | 3 gennaio 1989   | 3 gennaio 2001   | 101 · 102 · 103 · 104 · 105 · 106                                                       | 2                                                                     | 1988 · 1994 Perse la rielezione                                                                            |
| 14      |         | Maria Cantwell         |         | Democratico                                    | 3 gennaio 2001   | in carica        | 107 · 108 · 109 · 110 · 111 · 112 · 113 · 114 · 115 · 116 · 117 · 118 · 119 · 120 · 121 | 5                                                                     | 2000 · 2006 · 2012 · 2018 · 2024                                                                           |

### Classe 3
| N.      | Foto    | Rappresentante    | Partito | Partito      | Carica           | Carica           | Congresso                                                                                                 | Mandati                                                               | Elezioni                                                                                                |
| N.      | Foto    | Rappresentante    | Partito | Partito      | Inizio           | Termine          | Congresso                                                                                                 | Mandati                                                               | Elezioni                                                                                                |
| ------- | ------- | ----------------- | ------- | ------------ | ---------------- | ---------------- | --- | --------------------------------------------------------------------- | --- |
| Vacante | Vacante | Vacante           | Vacante | Vacante      | 11 novembre 1889 | 20 novembre 1889 | 51 | I primi senatori furono eletti solo dopo l'ingresso negli Stati Uniti | I primi senatori furono eletti solo dopo l'ingresso negli Stati Uniti                                   |
| 1       |         | Watson C. Squire  |         | Repubblicano | 20 novembre 1889 | 3 marzo 1897     | 51 · 52 · 53 · 54                                                                                         | 1 1⁄2                                                                 | 1889 · 1891 Perse la rielezione                                                                         |
| 2       |         | George Turner     |         | Democratico  | 4 marzo 1897     | 3 marzo 1903     | 55 · 56 · 57                                                                                              | 1                                                                     | 1897 Perse la rielezione                                                                                |
| 3       |         | Levi Ankeny       |         | Repubblicano | 4 marzo 1903     | 3 marzo 1909     | 58 · 59 · 60                                                                                              | 1                                                                     | 1903 Non ottenne la ricandidatura                                                                       |
| 4       |         | Wesley L. Jones   |         | Repubblicano | 4 marzo 1909     | 19 novembre 1932 | 61 · 62 · 63 · 64 · 65 · 66 · 67 · 68 · 69 · 70 · 71 · 72                                                 | 3 1⁄2                                                                 | 1909 · 1914 · 1920 · 1926 Deceduto dopo la mancata rielezione                                           |
| Vacante | Vacante | Vacante           | Vacante | Vacante      | 19 novembre 1932 | 22 novembre 1932 | 72 |                                                                       | |
| 5       |         | Elijah S. Grammer |         | Repubblicano | 22 novembre 1932 | 3 marzo 1933     | 72 | 1⁄2                                                                   | Nominato per terminare il mandato di Jones Non ricandidatosi                                            |
| 6       |         | Homer Bone        |         | Democratico  | 4 marzo 1933     | 13 novembre 1944 | 73 · 74 · 75 · 76 · 77 · 78                                                                               | 1 1⁄2                                                                 | 1932 · 1938 Dimessosi per divenire giudice federale                                                     |
| Vacante | Vacante | Vacante           | Vacante | Vacante      | 13 novembre 1944 | 14 dicembre 1944 | 78 |                                                                       | |
| 7       |         | Warren Magnuson   |         | Democratico  | 14 dicembre 1944 | 3 gennaio 1981   | 78 · 79 · 80 · 81 · 82 · 83 · 84 · 85 · 86 · 87 · 88 · 89 · 90 · 91 · 92 · 93 · 94 · 95 · 96              | 6 1⁄2                                                                 | Nominato per terminare il mandato di Bone · 1944 · 1950 · 1956 · 1962 · 1968 · 1974 Perse la rielezione |
| 8       |         | Slade Gorton      |         | Repubblicano | 3 gennaio 1981   | 3 gennaio 1987   | 97 · 98 · 99                                                                                              | 1                                                                     | 1980 Perse la rielezione                                                                                |
| 9       |         | Brock Adams       |         | Democratico  | 3 gennaio 1987   | 3 gennaio 1997   | 100 · 101 · 102                                                                                           | 1                                                                     | 1986 Non ricandidatosi                                                                                  |
| 10      |         | Patty Murray      |         | Democratico  | 3 gennaio 1993   | in carica        | 103 · 104 · 105 · 106 · 107 · 108 · 109 · 110 · 111 · 112 · 113 · 114 · 115 · 116 · 117 · 118 · 119 · 120 | 5                                                                     | 1992 · 1998 · 2004 · 2010 · 2016 · 2022                                                                 |